# Кадмијум
Кадмијум је хемијски елемент са симболом Cd и атомским бројем 48. То је меки, плавкасто-бели метал који је хемијски сличан са друга два стабилна метала 12. групе, цинком и живом. Као и цинк, кадмијум преферира оксидационо стање +2 у већини својих једињења, а као жива има врло ниску тачку топљења у поређењу са прелазним металима. Кадмијум и његови конгенери нису се одувек сматрали прелазним металима, између осталог јер немају делимично попуњену d или f електронску љуску у елементарном или уобичајеним оксидационим стањима. Просечна концентрација кадмијума у Земљиној кори креће се између 0,1 и 0,5 ppm (делова на милион). Кадмијум су открила двојица немачких хемичара Штромајер и Херман, као нечистоћу у цинк карбонату.
Кадмијум се јавља и као споредна компонента у већини цинкових руда те је као такав нуспроизвод у производњи цинка. Дуго времена се користио као пигмент и за заштитно прекривање челика од корозије, а спојеви кадмијума су се користили за стабилизацију пластике. Кориштење кадмијума је генерално смањено због његове отровности (он је децидно наведен у Европској листи ограничења опасних супстанци (ROHS) те се из тих разлога масовно никл-кадмијумске батерије замјењују с батеријама на бази никл-метал хидрида и литијум-јонским батеријама. Једна од његових малобројних апликација је у виду кадмијум телурида у соларним плочама. Иако кадмијум нема познатних биолошких улога у вишим организмима, неке карбоничне анхидразе зависне од кадмијума пронађене су код морских силикатних алги.

## Историја
Кадмијум (лат. cadmia, грч. καδμεία са значењем „каламин”, односно мешавина минерала који између осталог садрже кадмијум, а која је добила име по лику из грчке митологије Κάδμος, Кадмосу, оснивачу града Тебе) су истовремено открили 1817. немачки хемичари Фридрих Штромајер и Карл Херман, као нечистоћу у цинк-карбонату.
Штромајер је нови елемент пронашао у виду нечистоћа у каламину (цинк-карбонат), а наредних 100 година, Немачка је остала једини важнији произвођач овог метала. Метал је добио име по латинској речи за каламин, јер је пронађен у овом цинковом једињењу. Штромејер је запазио да неки непотпуно чисти узорци каламина мењају боју при загрејавању док чисти каламин задржава првобитну боју. Наставио је да проучава ове резултате те је најзад жарењем и редукцијом кадмијум-сулфида успео да издвоји метални кадмијум. Могућност кориштења кадмијума као жутог пигмента пронађена је 1840-их, али је тадашњи недостатак кадмијума ограничио његову употребу у ове сврхе.
Иако кадмијум и његова једињења могу бити отровни у одређеним облицима и концентрацијама, Британски фармацијски кодекс из 1907. године наводи да се кадмијум јодид користио као средство за лечење „натечених зглобова, отеклина вратних жлезда (шкорфуле) и промрзлина”. Исте године, 1907, Међународна астрономска унија дефинисала је међународну јединицу åнгстром у аспекту црвених спектралних линија кадмијума (јединична таласна дужина = 6438,46963 Å). Такву дефиницију усвојила је и Седма генерална конференција о теговима и мерама 1927. године. Дефиниције åнгстрома и метра промењене су 1960. када су дефинисане према племенитом гасу криптону.
Након што је почела производња кадмијума у индустријском обиму 1930-их и 1940-их, једна од најзначајнијих апликација кадмијума било је прекривање челика и жељеза ради превенције од корозије. Године 1944. 62% кадмијума потрошено у Сједињеним Америчким Државама било је управо у ове сврхе, док је 1956. године тај удео опао на 59%. Исте године, 24% кадмијума потрошеног унутар САД било је за производњу црвеног, наранџастог и жутог пигмента заснованог на сулфидима и селенидима кадмијума. Стабилизирајући ефект хемикалија које садрже кадмијум попут карбоксилата кадмијум лаурата и кадмијум стеарата на ПВЦ довео је до повећања употребе тих једињења 1970-их и 1980-их. Употреба кадмијума у апликацијама попут пигмената, стабилизатора, легура и прекривања других метала смањена је због строжих еколошких и здравствених регулатива 1980-их и 1990-их. Године 2006. само 7% укупне потрошње кадмијума искориштено је за покривање метала а 10% као пигменти. Смањење потрошње у другим апликацијама апсорбовано је растућом потражњом за кадмијем у производњи никл-кадмијумских батерија, на које је 2006. отпадало 81% укупне потрошње кадмијума у САД.

## Особине

### Физичке
Кадмијум је меки, ковни, дуктилни, плавкасто-бели двовалентни метал. У многим аспектима је сличан цинку али формира комплексна једињења. За разлику од многих других метала, кадмијум је отпоран на корозију, па се због тога користи као заштитни слој којим се покривају други метали. У већим комадима, кадмијум није растворљив у води и није запаљив; међутим у облику праха може се запалити те испуштати врло отровне димове.

### Хемијске
Иако кадмијум обично има оксидационо стање +2, он такође постоји и у стању +1. Кадмијум и његови конгенери нису одувек сматрани за прелазне метале, у смислу да немају делимично попуњене d и f електронске љуске у свом елементарном или уобичајеним оксидационим стањима. Када сагорева у присуству ваздуха, гради смеђи аморфни кадмијум оксид (CdO); кристални облик овог једињења је тамноцрвен јер загревањем мења боју, слично цинк оксиду. Хлороводична, сумпорна и азотна киселина растварају кадмијум дајући одговарајући хлорид (CdCl2), сулфат (CdSO4) или нитрат (Cd(NO3)2). Оксидационо стање +1 се може постићи растварањем кадмијума у мешавини кадмијум хлорида и алуминијум хлорида, када настају катјони Cd22+, који су слични катјону Hg22+ у жива(I) хлориду.
Одређена је и структура многих комплекса кадмијума са нуклеобазама, аминокиселинама и витаминима.

### Изотопи
Кадмијум који се налази у природи састоји се из осам изотопа. Два од њих су природно радиоактивни, а за три се сумња да се распадају али та претпоставка није експериментално потврђена. Два природно радиоактивна изотопа су 113Cd (распада се бета распадом, време полураспада 7,7 × 1015 година) и 116 (двоструки бета распад с два неутрина, време полураспада 2,9 × 1019 година). Друга три су 106, 108Cd (оба се распадају двоструким електронским захватом) и 114 (двоструки бета распад); али су за њихова времена полураспада постављене само доње границе. Најмање три изотопа, 110, 111 и 112Cd су стабилна. Међу изотопима који се не налазе у природи, најдуже живући су 109Cd с временом полураспада од 462,2 дана, те 115Cd са временом полураспада од 53,46 сати. Сви остали радиоактивни изотопи имају времена полураспада краћа од 2,5 сата, а већина од њих и краћа од 5 минута. За кадмијум је познато осам нуклеарних изомера, међу којима су најстабилнији 113m (1/2 = 14,1 година),  (t1/2 = 44,6 дана) и  (t1/2 = 3,36 сати).
Познати изотопи кадмијума имају распон атомских маса од 94,95  (95Cd) до 131,946 u (132Cd). За изотопе лакше од 112 u, основни начин распада је електронски захват а доминантни производ распада је елемент 47 (сребро). Тежи изотопи распадају се углавном емисијом бета-зрака дајући елемент 49 (индијум).
Један изотоп кадмијума, 113Cd, апсорбује неутроне с веома великом вероватноћом ако они имају енергију испод кадмијумског прага а у супротном их емитује. Кадмијумски праг налази се на око 0,5 eV. Неутрони са енергијом испод границе сматрају се спорим неутронима, што их раздваја од средњих и брзих неутрона. Кадмијумум настаје дугим s-процесом у звездама средњих маса, чије се масе крећу од 0,6 до 10 маса Сунца. Тај процес може трајати и неколико хиљада година. Да би се одвијао, њему је потребан атом сребра који хвата неутрон те се затим распада бета-распадом.

## Заступљеност
Битну количину кадмијума у себи садрже руде цинка и фосилних горива (нпр. камени угаљ). Услед њиховог експлоатисања знатне количине кадмијума се ослобађају у атмосферу и хидросферу.

## Биолошки значај
Кадмијум је елемент велике токсичности (неколико пута веће од арсена). Има канцерогено дејство, оштећује бубреге, изазива анемију и болести костију. Штетно делује и на систем за кружење материја.